# Малі та середні підприємства
Малі та середні підприємства (МСП; англ. Small and Medium-sized Businesses (SMB),  Small and Medium-sized Enterprises (SMEs)) — термін, який часто зустрічається в бізнес-політиці Європейського Союзу, але також використовується міжнародними організаціями, такими як Світовий банк, ОЕСР, Організація Об'єднаних Націй і Світова організація торгівлі (СОТ), для позначення малих і середніх підприємств у будь-якій національній економіці. Визначення «мале та середнє підприємництво (МСП)» з'явилося після Другої світової війни в контексті «бізнес, який не є великим» і стало відповіддю на створення СОТ та намаганням міжнародної спільноти обмежити державну допомогу підприємствам великого бізнесу, щоб вирівняти умови конкуренції в рамках глобалізації.
Класифікація здійснюється здебільшого незалежно від правової форми підприємства. 

## Огляд
У світовій практиці існує велике розмаїття критеріїв виокремлення малого бізнесу як особливої форми господарювання, не існує єдиної класифікації МСП, і різні країни використовують різні класифікаційні рамки. В економічній науці й практиці стосовно малого бізнесу взагалі відсутнє уніфіковане визначення. За даними Світового банку використовуються понад 50 різних статистичних показників, що характеризують малі підприємства. Також проблема полягає в тому, щоб точно визначити, наскільки великою є компанія середнього розміру. У Великій Британії, наприклад, малим бізнесом вважаються підприємства та фірми, на яких працює близько 200 осіб у промисловості та близько 25 осіб у будівництві. У Франції підприємства та фірми визначаються як малі з кількістю працівників від 10 до 50 осіб, а ремісничі підприємства — з кількістю працівників близько 10 осіб. У Болгарії малими підприємствами визначаються підприємства з приблизно 50 працівниками. В Японії до МСП у видобувній та обробній промисловості, транспорті та будівництві відносять підприємства зі статутним капіталом до 0,1 млрд ієн (близько $700 000) та близько 300 працівників; в оптовій торгівлі — до 30 млн ієн та близько 100 працівників відповідно; в роздрібній торгівлі та сфері послуг — 10 млн ієн та 50 працівників. У Німеччині до МСП відносять компанії з кількістю працівників близько 300 осіб та річним оборотом до 100 мільйонів євро.
У будь-якій національній економіці малі та середні підприємства іноді значно переважають великі компанії, а також забезпечують роботою набагато більше людей. Наприклад, австралійські МСП складають 98% усіх австралійських підприємств, виробляють одну третину загального ВВП (валового внутрішнього продукту) і забезпечують роботою 4,7 мільйонів людей. У Чилі у 2014 комерційному році 98,5% фірм були класифіковані як МСП. У Тунісі тільки самозайняті працівники становлять близько 28% від загальної зайнятості в несільськогосподарському секторі, а фірми з менш ніж 100 працівниками складають близько 62% від загальної зайнятості. МСП Сполучених Штатів створюють половину всіх робочих місць у США, але лише 40% ВВП.
Країни, що розвиваються, як правило, мають більшу частку малих і середніх підприємств. МСП також відповідають за стимулювання розвитку інновацій і конкуренції в багатьох секторах економіки.  Незважаючи на те, що вони створюють більше нових робочих місць, ніж великі фірми, МСП також страждають від більшості випадків ліквідації/скорочень робочих місць.
Згідно з базою даних FINDEX Групи Світового банку за 2021 рік, дефіцит фінансування офіційних мікро-, малих та середніх підприємств, власницями яких є жінки, становить 1,7 трильйона доларів США. Крім того, понад 68% малих фірм, що належать жінкам, не мають доступу до фінансування.

### Європа

#### Європейський Союз
Ідея гармонізації вимог до державної допомоги для МСП з метою створення рівних умов конкуренції природно пов'язана зі спільними ринками, які, в свою чергу, мають спільні територіальні рамки. Тому, наприклад, у 2003 році ЄС розробив і затвердив загальне визначення малих і середніх підприємств, яке є чинним на всій території ЄС і яке використовуватиметься для розробки державної політики щодо малих і середніх підприємств та відповідних програм. Правила ЄС щодо визначення МСП викладені в Рекомендації ЄС 2003/361, яка була прийнята в 2003 році і набула чинності в 2005 році.
Європейська Комісія — ключова інституція ЄС, що здійснює і пряме, і опосередковане регулювання підприємницької діяльності, визначає МСП як малі та середні підприємства як це визначено в Рекомендації ЄС 2003/361, на яких працює менше ніж 250 осіб і мають оборот менше ніж 50 мільйонів євро та/або загальну суму балансу менше ніж 43 мільйони євро (Рекомендація Комісії 2003/361/EC). Питання МСП важливе в контексті доступу до фінансів і програм підтримки Євросоюзу, спрямованих саме на ці підприємства. Європейський Союз вважає МСП — тобто, підприємства з кількістю зайнятих менше 250 осіб — основою європейської економіки, економічного зростання, конкурентоспроможності та зайнятості. Через їх велике економічне значення МСП є одним із центральних пріоритетів політики ЄС. Європейська Комісія намагалася сприяти підприємництву та покращувати бізнес-середовище для МСП. 
Згідно з визначенням Європейської Комісії, МСП — це підприємства, які відповідають наступним визначенням чисельності персоналу та визначенню обороту або загального балансу:
| Тип підприємства | Кількість працівників |    | Річний оборот (в млн. євро) |     | Річний баланс (в млн. євро) |
| ---------------- | --------------------- | -- | --------------------------- | --- | --------------------------- |
| Дуже мале        | < 10                  | та | ≤ 2                         | або | ≤ 2                         |
| Мале             | < 50                  | та | ≤ 10                        | або | ≤ 10                        |
| Середнє          | < 250                 | та | ≤ 50                        | або | ≤ 43                        |

До МСП не відносяться підприємства, в яких 25% або більше капіталу або прав голосу контролюються прямо або опосередковано, спільно або індивідуально, одним або кількома державними органами.
Рекомендація ЄС 2003/361 у розділі «Визначення мікро-, малих та середніх підприємств, прийняте Комісією» у статті 1 «Підприємство» визначає наступне: «Підприємство /для цілей цієї Рекомендації/ — це будь-який економічний суб'єкт, який займається економічною діяльністю, незалежно від його правової форми. Це включає, зокрема, самозайнятих осіб та сімейні підприємства, які займаються торгівлею або іншою діяльністю, а також партнерства або асоціації, які регулярно займаються економічною діяльністю». Таким чином, в ЄС та багатьох інших міжнародних організаціях "підприємство" — це будь-який суб'єкт господарювання, який здійснює господарську діяльність, тобто термін "підприємство" передає сутність діяльності, а не зводиться формально лише до організаційно-правової форми.
Багато програм підтримки ЄС спрямовані на малі та середні компанії, тому інформація про належність до цільової групи може бути важливою.
У 2014 році в Європейському Союзі працювало понад 21 мільйон малих і середніх підприємств, на яких працювало 88,8 мільйонів людей. Близько 90% компаній належали до МСП і мали дві третини робочих місць. 
Критерії визначення розміру підприємства відрізняються від країни до країни, при цьому в багатьох країнах діють програми зниження ставок оподаткування та фінансові субсидії для МСП. 
Країни-члени ЄС мають індивідуальні визначення того, що є МСП. Наприклад, у Німеччині це визначення обмежувалося 255 працівниками, тоді як у Бельгії могло бути і 100. В результаті, хоча бельгійський бізнес із 249 працівниками оподатковувався б у Бельгії за повною ставкою, він, тим не менш, мав би право на отримання субсидії для МСП за програмою з європейським знаком.
На малі компанії припадає понад 60% вартості нефінансового сектору в Бельгії, Італії та Іспанії — трьох країнах, які найбільше постраждали від пандемії COVID-19. За оцінками, 50% малих підприємств Європи можуть збанкрутувати, оскільки їм бракує значних фінансових резервів, необхідних для того, щоб пережити кризу.
У 2022 році в Болгарії функціонуватиме близько 338 000 компаній, МСП та компанії середньої капіталізації є основними учасниками болгарської економіки. Вони також забезпечують зайнятість понад 75% робочої сили та створюють 65% доданої вартості економіки.
Акт про малий бізнес ЄС (принцип якого «Спершу думай про мале»), поряд з іншою значною кількістю нормативно-правових актів, схвалених Європейським парламентом, Радою ЄС або Європейською комісією, що регулюють відповідні сфери підприємницької діяльності, є основою всебічної політики щодо МСП на рівні Євросоюзу та його країн-членів.

#### Польща
В Польщі термін «мікропідприємець» застосовується до підприємця, котрий спільно виконав такі умови: зайнято в середньому менше 10 працівників на рік і досяг річного чистого обороту від продажу товарів, продуктів і послуг і від фінансових операцій, що не перевищує еквівалент 2 мільйонів євро в злотих, або загальні активи його балансу, підготовленого на кінець одного з цих років, не перевищують еквівалент 2 млн євро в злотих.
«Малий підприємець» — підприємець, який принаймні в одному з останніх двох фінансових років спільно виконав такі умови:
зайнято в середньому менше 50 працівників на рік, і досяг річного чистого обороту від продажу товарів, продуктів і послуг і від фінансових операцій, що не перевищує еквівалент 10 мільйонів євро в злотих, або сума активів його балансу, підготовленого на кінець одного з цих років, не перевищує еквівалент 10 мільйонів євро в злотих, і хто не є мікропідприємцем;
«Середній підприємець» — підприємець, який принаймні в одному з останніх двох фінансових років спільно виконав такі умови: зайнято в середньому менше 250 працівників на рік і досяг річного чистого обороту від продажу товарів, продуктів і послуг і фінансових операцій, що не перевищує 50 мільйонів євро в еквіваленті злотих, або сума активів його балансу, складеного на кінець одного з цих років, не перевищує еквівалент 43 млн євро в злотих і який не є мікро- або малим підприємцем.
Сектор МСП у Польщі створює майже 50% ВВП, з яких, наприклад, у 2011 році мікропідприємства створили 29,6%, малі компанії — 7,7%, а середні — 10,4% (великі компанії — 24,0%, інші суб'єкти господарювання — 16,5%, а надходження від митних зборів та податків — 11,9%). У 2011 році з 1 784 603 суб'єктів господарювання, що діяли в Польщі, лише 3 189 були класифіковані як "великі", тобто 1 781 414 були мікро-, малими або середніми підприємствами. На МСП було зайнято 6,3 млн. осіб із 9,0 млн. працівників, зайнятих у приватному секторі. У Польщі в 2011 році на 1000 жителів припадало 36,2 МСП.
Майже сім мільйонів людей зайняті в малому бізнесі в Польщі, на який припадає близько половини ВВП країни, проте малий бізнес менш схильний, ніж великий, інвестувати в стратегії боротьби зі зміною клімату або підвищення енергоефективності. У жовтні 2021 року Bank Ochrony rodowiska, польський банк, який спеціалізується на фінансуванні природоохоронних ініціатив, отримав 75 мільйонів євро від Європейського інвестиційного банку (ЄІБ) для цих малих підприємств.
Польський банк хоче використати щонайменше 50% кредиту на ініціативи з чітким акцентом на боротьбу зі зміною клімату, такі як підвищення енергоефективності будівель або перехід на відновлювані джерела енергії, такі як сонячна енергія. Гроші будуть розподілені по всій Польщі, причому близько 80% з них, за прогнозами, планується отримати в об’єднані регіони.

#### Великобританія
У Сполученому Королівстві компанія вважається МСП, якщо вона відповідає двом з трьох критеріїв: оборот менше 25 млн фунтів стерлінгів, менше 250 працівників, валові активи менше 12,5 млн фунтів стерлінгів. Дуже малі компанії у Великобританії називаються мікропідприємствами, які мають простіші вимоги до фінансової звітності. Такі мікропідприємства повинні відповідати будь-яким двом з наступних критеріїв: баланс £316,000 або менше; оборот £632,000 або менше; кількість працівників 10 або менше.
Багато малих і середніх підприємств входять до складу британського Mittelstand, або Brittelstand, як його ще іноді називають. Це підприємства у Великій Британії, які є не лише малими або середніми, але й мають набагато ширший набір цінностей і більш еластичне визначення.
За оцінками Департаменту бізнес-інновацій та навичок, на початок 2014 року 99,3% підприємств приватного сектору Великої Британії були МСП, а їхній річний оборот у 1,6 трильйона фунтів стерлінгів становив 47% від обороту приватного сектору.
З метою підтримки МСП уряд Великої Британії у 2010 році поставив за мету, «щоб до 2015 року 25% державних витрат, або безпосередньо, або через ланцюги поставок, спрямовувалися на МСП»; він досяг цієї мети до 2013 року.

#### Норвегія
У Норвегії до малих та середніх підприємств прийнято відносити підприємства з кількістю працівників менше 100 осіб. Підприємства з 1-20 працівниками визначаються як малі, тоді як підприємства з 21-100 працівниками вважаються середніми. Підприємства з більш ніж 100 працівниками вважаються великим бізнесом. Термін "мікропідприємства" в Норвегії мало використовується.
Малі та середні підприємства складають понад 99% усіх підприємств у Норвегії, і разом вони забезпечують роботою 47% усіх працівників у приватному секторі. Разом МСП створюють 44% економічної доданої вартості щороку — майже 700 мільярдів норвезьких крон.

#### Швейцарія
У Швейцарії Федеральне статистичне управління визначає малі та середні підприємства як компанії з кількістю працівників менше 250 осіб:
- Мікропідприємства: від 1 до 9 працівників;
- Малі підприємства: від 10 до 49 працівників;
- Середні підприємства: від 50 до 249 працівників;
- Великі підприємства: 250 і більше працівників.

### Північна Америка

#### Канада
Міністерство промисловості Канади визначає малий бізнес як такий, що має менше 100 найманих працівників, а середній — як такий, що має щонайменше 100 і менше 500 працівників. Приватні корпорації, що контролюються канадським урядом, отримують 17% зниження ставки податку на оподатковуваний дохід від активної діяльності до 500 000 доларів США. Ця пільга для малого бізнесу зменшується для корпорацій, чий оподатковуваний капітал перевищує $10 млн, і скасовується для корпорацій, чий оподатковуваний капітал перевищує $15 млн. За оцінками, протягом наступного десятиліття канадські МСП будуть виставлені на продаж майже на 2 трильйони доларів США, що вдвічі перевищує активи 1000 найкращих канадських пенсійних планів і це приблизно такий же розмір, як річний ВВП Канади.

#### Мексика
Малі та середні компанії в Мексиці називаються PYMEs, що є прямим перекладом SMEs. Але в країні існує й інша класифікація, яка називається MiPyMEs. MiPyME — це мікро-, малі та середні підприємства, з акцентом на мікро, які є компаніями однієї людини або різновидом фрилансу.
| Сектор/розмір        | Промисловість | Торгівля | Послуги |
| -------------------- | ------------- | -------- | ------- |
| Мікро-               | 0-10          | 0-10     | 0-10    |
| Мале підприємство    | 11-50         | 11-30    | 11-0    |
| Середнє підприємство | 51-250        | 31-100   | 51-100  |

#### Сполучені Штати
У США Адміністрація малого бізнесу встановлює критерії малого бізнесу на основі галузі, структури власності, доходу та кількості працівників (яка за певних обставин може сягати 1500 осіб, наприклад, підприємства, що видобувають мідну та нікелеву руду; хоча зазвичай максимальна кількість становить 500). Як США, так і ЄС чітко класифікують компанії у менш ніж 10 працівників як невеликий офіс/домашній офіс — малих офісів (SOHO). Для цілей податкової звітності Служба внутрішніх доходів (IRS) не класифікує бізнес на малі та середні підприємства, натомість відносить малий бізнес та самозайнятих осіб в одну групу, а великі та середні — в іншу: малий бізнес — компанії з активами 10 мільйонів доларів або менше, а великі —  з активами понад 10 мільйонів доларів США.

### Африка

#### Нігерія
Центральний банк Нігерії визначає малі та середні підприємства в Нігерії відповідно до бази активів та кількості зайнятих працівників. Критеріями є база активів у розмірі від 5 мільйонів NGN (15 400 доларів США) до 500 мільйонів NGN (1 538 000 доларів США), а також чисельність персоналу від 11 до 100 працівників.

#### Сомалі
У Сомалі це термін SME (для «малих, середніх і мікропідприємств»); в інших країнах Африки MSME означає «мікро-, малі та середні підприємства». МСП визначається як малий бізнес, який має більше 30 працівників, але менше 250 працівників.

#### Південна Африка (ПАР)
У Національному законі про внесення змін до Закону про малий бізнес 2004 року мікробізнеси в різних секторах, від виробництва до роздрібної торгівлі, визначаються як підприємства з п’ятьма або менше працівниками та обігом до 100 000 RAR (6 900 доларів США). У дуже малих підприємствах працює від 6 до 20 працівників, тоді як у малих підприємствах працює від 21 до 50 працівників. Верхня межа обороту в малому бізнесі коливається від 1 мільйона рандів (69 200 доларів США) в сільськогосподарському секторі до 13 мільйонів рандів (899 800 доларів США) в громадському харчуванні, розміщенні та інших видах торгівлі, а також у виробничому секторі, з максимальним показником 32 мільйони рандів ( $2 214 800) в секторі оптової торгівлі.
На середніх підприємствах зазвичай працює до 200 осіб (100 у сільськогосподарському секторі), а максимальний оборот варіюється від 5 мільйонів рандів (346 100 доларів США) у сільськогосподарському секторі до 51 мільйона рандів (3 529 800 доларів США) у промисловому секторі та 64 мільйонів рандів (4 429 600 доларів США) в секторі оптової торгівлі, комерційних агентів і супутніх послуг.
Таким чином, комплексне визначення МСП у Південній Африці — це підприємство з однією або декількома такими характеристиками:
- Менше 200 співробітників,
- Річний оборот менше 64 мільйонів рандів,
- Основні активи менше 10 мільйонів рандів,
- Безпосередня управлінська участь власників.

### Азія
На МСП припадає майже 90% усіх організацій компаній у країнах Азії, що розвиваються, і вони є основними роботодавцями в приватному секторі, забезпечуючи 50-80% усіх робочих місць.
МСП охоплюють 97-99% усіх фірм у Південно-Східній Азії, роблячи значний внесок у ВВП кожної країни — наприклад, 46% у Сінгапурі, 57% в Індонезії та понад 40% в інших країнах.

#### Бангладеш
Банк Бангладеш визначає малі та середні підприємства на основі основних засобів, зайнятої робочої сили та річного обороту, і вони, безумовно, не є акціонерними товариствами з обмеженою відповідальністю і вимагають таких характеристик:
| Серійний No | Сектор        | Основні засоби, крім землі та будівель (Tk) SE (малі підприємства) і ME (середні підприємства) | Зайняті робочі сили        | Річний оборот (Tk) (Н/З — не застосовується) |
| ----------- | ------------- | ---------------------------------------------------------------------------------------------- | -------------------------- | -------------------------------------------- |
| 01          | Послуги       | для SE 1000,000 - 200,00,000 & для ME 200,00,000 - 30,00,00,000                                | SE - 16-50 & ME - 51-120   | Н/З                                          |
| 02          | Бізнес        | для SE 1000,000 - 200,00,000                                                                   | SE - 16-50                 | SE 10,000,000-120,000,000                    |
| 03          | Промисловість | для SE 7,500,000 - 150,000,000 для MЕ 150,000,000 - 500,000,000                                | SE - 31-120 & ME - 121-300 | Н/З                                          |

#### Гонконг
Гонконг визначає малі та середні підприємства (МСП) як будь-який виробничий бізнес, у якому працює менше 100 осіб, або будь-який невиробничий бізнес, у якому працює менше 50 осіб.
98% бізнес-закладів у Гонконзі визначаються як МСП, і в них зайнято 45% робочої сили.

#### Індія
Індія визначає мікро-, малі та середні підприємства на основі подвійного критерію інвестицій та обороту. Це визначення міститься в розділі 7 «Закону про розвиток мікро-, малих та середніх підприємств 2006 року» (Закон про MSMED) і було оприлюднене у вересні 2006 року. Закон передбачає класифікацію підприємств на основі розміру їхніх інвестицій та характеру діяльності, яку вони здійснюють. Відповідно до Закону про MSMED (ММСП), підприємства поділяються на дві категорії — виробничі підприємства та підприємства сфери послуг. Для кожної з цих категорій дається визначення, яке пояснює, що таке мікропідприємство, мале підприємство або середнє підприємство. Якщо підприємство не підпадає під вищезазначені категорії, воно вважається великим підприємством.
У червні 2020 року Індія оновила визначення наступним чином:
| Сер. No | Класифікація         | Критерій (в ₹)                                       |
| ------- | -------------------- | ---------------------------------------------------- |
| 1       | Мікропідприємства    | Інвестиції <= 1 тис. євро та оборот <= 5 тис.євро    |
| 2       | Малі підприємства    | Інвестиції <= 10 тис. євро та оборот <= 50 тис.євро  |
| 3       | Середні підприємства | Інвестиції <= 50 тис. євро та оборот <= 250 тис.євро |

Підприємства, які визнані ММСП у певних секторах та за певними критеріями, можуть подавати заявки на кредитування у «пріоритетних секторах», щоб допомогти з бізнес-витратами; банки мають щорічні цілі, встановлені Цільовою групою Прем'єр-міністра з питань ММСП, щодо щорічного збільшення кредитування різних категорій ММСП. ММСП вважаються ключовим фактором зростання Індії, на них припадає 48% загального експорту Індії.

#### Індонезія
В Індонезії уряд визначає мікро-, малі та середні підприємства (індонезійською: usaha mikro kecil menengah, UMKM) на основі їхніх активів та доходів відповідно до Закону № 20/2008:
| Тип       | Максимальні активи, Rp     | Валовий дохід, Rp            | Кількості працівників Статистика Індонезії |
| --------- | -------------------------- | ---------------------------- | ------------------------------------------ |
| Мікро     | максимум 50,000,000        | максимум 300,000,000         | 1-4                                        |
| Маленький | 50,000,000-500,000,000     | 300,000,000-2,500,000,000    | 5-9                                        |
| Середній  | 500,000,000-10,000,000,000 | 2,500,000,000-50,000,000,000 | 20-99                                      |
| Великий   | >10,000,000,000            | >50,000,000,000              | >99                                        |

Річний дохід у розмірі 50 мільярдів рупій приблизно дорівнює 3,1 мільйону доларів США станом на квітень 2024 року.
Незважаючи на значний внесок у ВВП та створення робочих місць, індонезійські ММСП стикаються з низкою перешкод. Однією з найбільш значущих є доступ до капіталу: 60-70% ММСП не мають доступу до фінансових установ та їхніх можливостей фінансування. Інші обмеження включають неналежну інфраструктуру, труднощі з отриманням ліцензій та дозволів, високі податкові ставки, політичну незахищеність і покращення іміджу бренду в епоху цифрових технологій.
Компанії 21-го століття стратегічно використовують як свої веб-сайти, так і соціальні мережі для реклами своєї продукції та контролю брендингу.
Народний бізнес-кредит («Kredit Usaha Rakyat», або «KUR») був заснований у 2007 році президентом Юдхойоно для надання кредитів підприємствам, які вважалися «можливими, але не прийнятними для банків». Банк Ракят Індонезія здійснює більше половини кредитування KUR по всій країні. У Джакарті, столиці Індонезії, Банк Індонезії визначив 529 ММСП, які потенційно можуть отримати фінансування.

#### Філіппіни
Згідно зі звітом Департаменту торгівлі та промисловості "Перелік підприємств за 2020 рік", в країні зареєстровано 957 620 підприємств, з яких 99,51% складають ММСП і 0,49% — великі фірми. ММСП складаються з 88,77% мікропідприємств, 10,25% малих підприємств та 0,49% середніх підприємств. Серед провідних галузей промисловості: (1) оптова та роздрібна торгівля; ремонт автотранспортних засобів і мотоциклів (445 386); (2) діяльність у сфері розміщення й організації харчування (134 046); (3) переробна промисловість (110 916); (4) інша діяльність у сфері послуг (62 376); та (5) фінансова та страхова діяльність (45 558), на які припадає близько 83,77% від загальної кількості підприємств ММСП. До пандемії ММСП забезпечували понад 5,38 мільйона робочих місць, або 62,66% загальної зайнятості в країні, з яких 29,38% припадало на мікропідприємства, 25,78% — на малі та 7,50% — на середні підприємства.

#### Сінгапур
З 1 квітня 2011 року визначення малого та середнього бізнесу означає підприємства з річним оборотом продажів не більше ніж 100 мільйонів доларів США або в яких працює не більше 200 співробітників.

#### Китай
Малі та середні підприємства в Китаї визначаються відповідно до Закону Китайської Народної Республіки про Заохочення малих та середніх підприємств (2017). Стандарти класифікації малих та середніх підприємств формулюються відповідними відомствами Державної ради, а віднесення підприємств до мікро-, малих чи середніх залежить від низки показників, таких як галузь, операційний дохід, загальні активи та кількість працівників. Малі та середні підприємства складають переважну більшість бізнесу в Китаї і є ключовими для економіки країни — вони представляють 99,6% китайських підприємств, забезпечують понад 80% робочих місць, володіють понад 70% патентів, створюють понад 60% валового внутрішнього продукту і сплачують понад 50% податків.

### Океанія

#### Австралія
В Австралії МСП налічує 200 або менше працівників. Мікропідприємства мають 1–4 співробітники, малі підприємства 5–19, середні підприємства 20–199, а великі підприємства 200+. Австралійські МСП складають 98% усіх австралійських підприємств, виробляють одну третину загального ВВП і надають роботу 4,7 мільйонам людей. МСП становлять 90 відсотків усіх експортерів товарів і понад 60 % експортерів послуг.

#### Нова Зеландія
У Новій Зеландії на 99% підприємств працює 50 або менше співробітників, а офіційне визначення малого бізнесу — це підприємство з 19 або менше співробітників. Вважається, що приблизно 28% валового внутрішнього продукту Нової Зеландії виробляється компаніями з менш ніж 20 співробітниками.

### В Україні
Розділ II «Суб'єкти господарювання» Господарського кодексу України у п. 3 ст. 55 визначає:
| Суб'єкт                | Кількість працівників                                                                        | Річний дохід (в євро за курсом НБУ                                                           |
| ---------------------- | -------------------------------------------------------------------------------------------- | -------------------------------------------------------------------------------------------- |
| Мікропідприємництво    | ≤ 10 осіб                                                                                    | ≤ 2 млн євро                                                                                 |
| Мале підприємництво    | ≤ 50 осіб                                                                                    | ≤ 10 млн євро                                                                                |
| Середнє підприємництво | Компанії, що за своїми ознаками не можуть бути класифіковані як малі або великі підприємства | Компанії, що за своїми ознаками не можуть бути класифіковані як малі або великі підприємства |
| Велике підприємництво  | ≥ 250 осіб                                                                                   | ≥ 50 млн євро                                                                                |

Суб'єктами мікропідприємництва є: фізичні особи — підприємці та юридичні особи будь-якої організаційно-правової форми та форми власності; суб'єктами малого підприємництва є: фізичні особи — підприємці, та юридичні особи будь-якої організаційно-правової форми та форми власності; суб'єктами великого підприємництва є юридичні особи будь-якої організаційно-правової форми та форми власності; інші суб'єкти господарювання належать до суб'єктів середнього підприємництва.
Норми Закону України «Про бухгалтерський облік та фінансову звітність в Україні», після його адаптації до Директиви 2013/34/ЄС, містять класифікацію суб’єктів господарювання за  розміром — на мікро-, малі, середні та великі підприємства (класифікація відрізняється від норм Господарського кодексу України). Однак, у пункті 2 статті 2 Закону України «Про бухгалтерський облік та фінансову звітність в Україні» зазначено, що ця класифікація застосовується лише для цілей цього Закону, а отже, немає конфлікту в класифікації малих та середніх підприємств. Таким чином, коли йдеться про визначення та формування політики щодо МСП в Україні, слід використовувати виключно класифікацію МСП, визначену в Господарському кодексі України, але це не стосується податкового законодавства, і Податковий кодекс України застосовує власні норми та критерії. Наприклад, класифікація малих і середніх підприємств у Господарському кодексі України жодним чином не пов'язана з визначенням критеріїв, за якими малі підприємства можуть користуватися спрощеною системою оподаткування, обліку та звітності (див. розділ XIV Податкового кодексу України). Так само, група «великих платників податків» не є тотожною великому бізнесу, а включає також певну частину середнього бізнесу (можна сказати, що вона «поширюється на середній плюс»).
З 2000 року законом України "Про державну підтримку малого підприємництва" від 19.10.2000 р. №2063–III (із змінами, внесеними згідно із Законом №523-VI (523-17) від 18.09.2008 р.) було завдано впливу на структуру економіки таким чином, що малий бізнес став більш чисельним за рахунок вливання в нього середнього та частини великого бізнесу. Таким чином, незважаючи на декларативну назву кроку, держава штучно збільшила кількість малих підприємств за рахунок середнього та великого бізнесу, замість того, щоб створити сприятливе середовище для розвитку бізнесу та вирішити проблеми на шляху становлення малого підприємництва.
В Україні сектор МСП охоплює 99,9 % від загальної кількості (1,97 млн.) підприємств та фізичних осіб-підприємців, зареєстрованих станом на 2015 рік.
Кількість суб'єктів господарювання з розподілом за їх розміром:
|      | Разом   | Великі | Середні | Малі (без мікро) | Мікро   |
| ---- | ------- | ------ | ------- | ---------------- | ------- |
| 2010 | 2183928 | 586    | 21338   | 68316            | 2093688 |
| 2011 | 1701620 | 659    | 21059   | 71083            | 1608819 |
| 2012 | 1600127 | 698    | 20550   | 68103            | 1510776 |
| 2013 | 1722070 | 659    | 19210   | 65021            | 1637180 |
| 2014 | 1932161 | 497    | 16618   | 55159            | 1859887 |
| 2015 | 1974318 | 423    | 15510   | 47555            | 1910830 |

Джерело: Державна служба статистики України
Загальна кількість зайнятих у бізнесі становила 10,772 млн осіб у 2010 році, 8,108 млн осіб у 2016 році та 9,017 млн осіб у 2019 році. Найбільшу кількість робочих місць створюють мікро- та середні підприємства, а найменшу — малі підприємства. У 2019 році частка робочих місць, створених суб'єктами господарювання, була такою: мікропідприємства — 35% (забезпечується виключно чисельністю цього сектору), малі підприємства — 13%, середні підприємства — 34% та великі підприємства — 18%. Малі та мікро- підприємства створюють близько 50% робочих місць в Україні, а МСП загалом — 82% робочих місць.
У 2019 році обсяг реалізації продукції (товарів, робіт, послуг) поступово наближується до значення 2010 року: з $276 млрд (2010) до $266 млрд (2019) для МСП та з $176 млрд (2010) до $140 млрд (2019) для великих підприємств.
В Україні різниця між мікро-, малими та середніми підприємствами досить розмита. Існує проблема визначення різниці між незалежними підприємствами та підприємствами, що входять до групи підприємств. Різноманітні схеми податкової оптимізації дозволяють одній компанії функціонувати як сукупність мікропідприємств, які згодом можуть об'єднатися в одну компанію в певний момент. Цю проблему ілюструють так звані «платформи малого бізнесу», які, особливо в контексті інтернет-торгівлі, використовують певну кількість фізичних осіб-підприємців на спрощеній системі оподаткування, за якими "ховається" материнська компанія — і тому цей, здавалося б, технічний аспект визначення малого бізнесу стає все більш актуальним для України сьогодні. Така податкова оптимізація призводить до програшу лише малий бізнес та державу, оскільки така недобросовісна конкуренція ставить малий бізнес у невигідне становище, оскільки йому складніше конкурувати з великими компаніями, а також держава недоотримує значні податкові надходження. В Україні малий та середній бізнес формує понад половину економіки, але їхні представники не можуть лобіювати власні інтереси, як це робить великий бізнес.
Малі і середні підприємства є важливим чинником соціальної стабільності в Україні, адже вони забезпечують зайнятість та доходи значного числа громадян. Вони формують відчутну частину доходів місцевих бюджетів. При цьому вони не так залежні від кон'юнктури зовнішніх ринків та валютних коливань, а також гнучкі та швидко адаптуються до нових умов.

## Побудови визначення
Визначення звучать по-різному в різних країнах, але в більшості випадків виділення того чи іншого типу підприємства відбувається в залежності від кількості зайнятих. Як правило, вважається, що в МСП повинні бути зайняті менше ніж 500 осіб, хоча в деяких країнах ця цифра менше — 300 чи 100 осіб. У деяких країнах умови відрізняються для промислових підприємств і підприємств сфери послуг; у цьому випадку підприємства сфери послуг, як правило, повинні бути менше промислових підприємств. У деяких країнах існує розходження між автономними МСП і тими, котрі пов'язані з великим підприємством чи промисловою групою, чи також МСП виділяють на основі структури управління (наприклад, власник особисто займається всіма справами фірми чи підприємство є сімейним). Зрештою, статистичні визначення МСП часто відрізняються від визначень, розроблених для проведення економічної політики; наприклад, хоча фірма зі штатом 600 осіб може не належати до МСП у статистичних цілях, вона може мати право брати участь у суспільних програмах підтримки МСП. Основною характеристикою МСП є «невелике» у тому розумінні, що підприємство не належить до 10 чи 20 відсотків найбільших фірм на ринку чи в галузі промисловості.

## Значення МСП
Відбудовуючи зруйновані під час Другої світової війни національні економіки, європейські країни в пошуках нових імпульсів для прискорення економічного зростання зіткнулися з обмеженими можливостями великого бізнесу та монополістичних об'єднань ефективно виконувати життєво важливі економічні та соціальні функції. Попри загальновизнані та незаперечні переваги великого бізнесу, виявилося, що він також має свої обмеження в реалізації власних економічних інтересів у багатьох аспектах стратегічних програм розвитку національних економік. Основними недоліками великого бізнесу, які суттєво знизили його активну соціально-економічну функцію, стали:
— небажання великого бізнесу брати участь у програмах розвитку відсталих (депресивних) територій;
— значне скорочення робочих місць через розвиток автоматизації виробництва в монополістичних об'єднаннях і, як наслідок, зростання безробіття;
— збільшення виробничої діяльності великих підприємств значно збільшило навантаження на навколишнє середовище;
— гальмування темпів впровадження інновацій на великих підприємствах через збільшення витрат і термінів на розробку та впровадження нових продуктів відповідно до вимог ринку.
Переваги малого бізнесу можуть бути реалізовані лише за умови розробки ефективної державної політики для немонополізованої частини економіки. Економічний зміст особливостей малих форм господарювання, які власне і визначають їх переваги перед великим бізнесом, доповнюється системою критеріїв-оцінок для віднесення підприємства до категорії малого бізнесу. Визначення таких критеріальних стандартів є необхідним для проведення ефективної державної політики розвитку малого підприємництва. Склад критеріїв віднесення тієї чи іншої групи суб'єктів господарювання до малих підприємств та їх ранжування за пріоритетністю є завданням національної економіки та статистики, що визначає їх відмінності у світовій економіці. Велика кількість показників для визначення підприємств як малих пов'язана як з різноманітністю видів економічної діяльності та їх специфікою, так і з необхідністю класифікації малих підприємств для цілеспрямованої реалізації програм підтримки. На основі визначених критеріїв визначається структура малих підприємств, необхідна для статистичного аналізу стану та подальшого вдосконалення програм сприяння розвитку малого підприємництва.
Малі та середні підприємства є «хребтом» розвинених економік. Наприклад, в ЄС МСП становлять 99% усіх підприємств та забезпечують 65 млн людей робочими місцями (наприклад, в німецьких МСП працює 68,3% всіх працівників цієї країни, які підлягають під соціальне страхування). Від них також виходить основний імпульс в ринковій економіці у зв'язку зі своїми інноваційними прагненнями. Враховуючи значення МСП, а також обмежений доступ до капіталу (який додатково ускладнюється впровадженням «Базель II»), держава зобов'язана підтримувати цей підприємницький сектор. Захист інтересів МСП на політичному рівні здійснюються зазвичай торговою палатою, яка також проводить роз'яснювальну роботу з МСП, сприяє налагодженню міжнародних контактів між її членами. В Україні МСП перебувають в жалюгідному становищі. Це пов'язано не стільки із низьким розвитком економіки, а скільки із їх, можливо й зумисним, недосконалим регулюванням. За оцінками експертів, до кінця 2011 року кількість приватних підприємців, що припинили діяльність, буде становити 250..300 тис.

## Підготовка малого та середнього бізнесу до відновлення країни
Малі та середні підприємства відіграють стратегічну роль у процесі післявоєнної відбудови України. Завдяки своїй гнучкості, здатності до адаптації та швидкому реагуванню на потреби громад, МСП сприяють децентралізації економічної активності, створенню нових робочих місць та розвитку регіонів. У період повномасштабної війни ці підприємства виконують не лише економічну, а й соціальну функцію — забезпечують збереження виробництва, підтримують зайнятість населення та активно долучаються до волонтерських і відновлювальних ініціатив.
МСП активно готуються до відбудови України після війни — вони беруть участь у спеціалізованих освітніх програмах, проводять бізнес-форуми, конференції, формують галузеві спільноти, обмінюються досвідом і напрацьовують нові моделі розвитку.
Особливо важливими в умовах економічної трансформації стають освітні ініціативи, які спрямовані на розвиток підприємницьких навичок та інтеграцію українського бізнесу у міжнародну економіку. Прикладом такої діяльності є програма Ukraine Rebuilding Task Force від Visionest Institute, впроваджена за підтримки Естонського центру міжнародного розвитку (ESTDEV) в Україні, а також сервісу Дія.Бізнес і Офісу з розвитку підприємництва та експорту.
Програма розроблена в цілях навчання представників малого та середнього бізнесу компетенціям вкрай необхідним для їх участі в міжнародній торгівлі, в розвитку міжнародних партнерств в контексті відбудови України та ефективної підготовки до виходу на зовнішні ринки.
Крім того, освітній компонент відіграє стратегічну роль у відновленні людського капіталу, впровадженні європейських управлінських практик, формуванні нових бізнес-моделей та підвищенні інвестиційної привабливості країни в умовах глобальної конкуренції.

## Деталізація джерел
1. 1 2 3 4 5 6 7 8 9 10 11 12 13 14 15 16 17 18  
Торгово-промислова палата України. Стан розвитку малого бізнесу, державна політика щодо малого бізнесу та рекомендації. DOC | ucci.org.ua
2. 1 2 3 4 5 6 7 8  Дрига С.Г. Сучасні тенденції розвитку малого бізнесу в країнах Європейського Союзу / Ефективна економіка № 4, 2009
3. 1 2 3 4 5 6 7  Макаренко Ю.П. Ідентифікація фермерських господарств за сутністю та розмірами. Вісник Полтавської державної аграрної академії. 2012. № 1. С. 143–147. (Стор.: 145-146) PDF
4. ↑  
Compare:
Fischer, Eileen; Reuber, Rebecca (2000). Industrial Clusters and SME Promotion in Developing Countries. Issue 3 of Commonwealth trade and enterprise paper, ISSN 2310-1369. London: Commonwealth Secretariat. с. 1. ISBN 9780850926484. Процитовано 18 листопада 2020. У більшості країн малі та середні підприємства (МСП) складають більшість підприємств і забезпечують найбільшу частку зайнятості.
5. 1 2 3  Olorunshola, Damilola Temitope; Odeyemi, Temitayo Isaac (1 січня 2022). Virtue or vice? Public policies and Nigerian entrepreneurial venture performance. Journal of Small Business and Enterprise Development. 30: 100—119. doi:10.1108/JSBED-07-2021-0279. ISSN 1462-6004. S2CID 249721896.
6. ↑  Chile, Financing SMEs and Entrepreneurs 2016, OECD Publishing, 14 квітня 2016, с. 155—173, doi:10.1787/fin_sme_ent-2016-11-en, ISBN 9789264249462, процитовано 1 жовтня 2018
7. ↑  Rijkers et al (2014): "Which firms create the most jobs in developing countries?", Labour Economics, Volume 31, December 2014, pp.84–102
8. ↑  
United States. Commission for Assistance to a Free Cuba (2004). Report to the President. Department of State publication, volume 11164. Colin L. Powell. U.S. Department of State. с. 233. Процитовано 18 листопада 2020. У Сполучених Штатах на малий бізнес припадає 50% робочих місць, 40% ВВП, 30% експорту та половина технологічних інновацій.
9. ↑  
Compare:
Antoldi, Fabio; Cerrato, Daniele; Depperu, Donatella (5 січня 2012). Export Consortia in Developing Countries: Successful Management of Cooperation Among SMEs. Berlin: Springer Science & Business Media (опубліковано 2012). с. v. ISBN 9783642248788. Процитовано 18 листопада 2020. Малі та середні підприємства (МСП) відіграють важливу роль як у розвинених країнах, так і в країнах, що розвиваються, з точки зору частки в загальній кількості фірм, внеску в зайнятість населення та здатності розвивати інновації.
10. 1 2  Cueto, L. J.; Frisnedi, A. F. D.; Collera, R. B.; Batac, K. I. T.; Agaton, C. B. (2022). Digital Innovations in MSMEs during Economic Disruptions: Experiences and Challenges of Young Entrepreneurs. Administrative Sciences. 12 (1): 8. doi:10.3390/admsci12010008. hdl:10419/275280. ISSN 2076-3387.
11. ↑  Aga et al. (2015): SMEs, Age, and Jobs: A Review of the Literature, Metrics, and Evidence, World Bank Group, November 2015.
12. ↑  Bank, European Investment (7 березня 2024). EIB Gender equality and women’s economic empowerment - Overview 2024 (англ.).
13. ↑  The Global Findex Database 2021: Women and Financial Inclusion (PDF).
14. 1 2  Entrepreneurship and small and medium-sized enterprises (SMEs) | ec.europa.eu
15. 1 2  EU small and medium-sized enterprises: an overview | 27 June 2022 | ec.europa.eu
16. 1 2  What is an SME? - Small and medium sized enterprises (SME) - Enterprise and Industry. ec.europa.eu. Архів оригіналу за 8 лютого 2015. Процитовано 12 червня 2015.
17. ↑  Commission Recommendation of 6 May 2003 concerning the definition of micro, small and medium-sized enterprises (Text with EEA relevance) (notified under document number C(2003) 1422) | eur-lex.europa.eu
18. 1 2  Digital innovation hubs to the rescue. European Investment Bank (англ.). Процитовано 15 липня 2021.
19. ↑  Small and medium-sized enterprises: an overview. ec.europa.eu (брит.). Процитовано 15 липня 2021.
20. ↑  Coronavirus (COVID-19): SME policy responses. OECD (англ.). Процитовано 15 липня 2021.
21. ↑  More than 75% of employees in Bulgaria work in small and medium-sized enterprises ● Ministry of Economy and Industry. www.mi.government.bg. Процитовано 28 червня 2023.
22. ↑  PricewaterhouseCoopers. Supporting SMEs in Bulgaria. PwC. Процитовано 28 червня 2023.
23. ↑  EBRD financing to support Bulgarian firms affected by war on Ukraine. www.ebrd.com (англ.). Процитовано 28 червня 2023.
24. ↑  Seeds of growth. eib.org.
25. ↑  D. Walczak, G. Voss, New Possibilities of Supporting Polish SMEs within the Jeremie Initiative Managed by BGK, Mediterranean Journal of Social Sciences, Vol 4, No 9, p. 760-761.
26. 1 2  EIB Group Activities in EU cohesion regions in 2021. www.eib.org. Процитовано 15 вересня 2022.
27. ↑  Mid-sized businesses. gov.uk. Department of Business, Innovation and Skills. 20 листопада 2014. Процитовано 11 червня 2015.
28. ↑  Micro-entities, small and dormant companies. GOV.UK.
29. ↑  Groom, Brian (1 жовтня 2015). Brittelstand stymied by lack of growth and skills. Financial Times. Архів оригіналу за 10 грудня 2022. Процитовано 11 вересня 2020.
30. ↑  Bridging loans UK can be used for many purposes. www.konnectfinancial.co.uk. Konnect Financial. Архів оригіналу за 11 жовтня 2015. Процитовано 10 жовтня 2015.
31. ↑  Statistical Release: Business Population Estimates for the UK and Regions 2014 (PDF). Department for Business Innovation and Skills. 26 листопада 2014. Процитовано 9 травня 2015.
32. ↑  2010 to 2015 government policy: government buying. 20 лютого 2013. Процитовано 9 травня 2015.
33. ↑  (фр.) Taille, forme juridique, secteurs, répartition régionale, Swiss Federal Statistical Office (page visited on 24 October 2017).
34. ↑  T2 Corporation - Income Tax Guide - Chapter 4: Page 4 of the T2 return. Canada Revenue Agency. Процитовано 27 квітня 2014.
35. ↑  Equicapita May 2014 - Who Will Buy Baby Boomer Businesses? (PDF).
36. ↑  Ley para el Desarrollo de la Competitividad de la Micro, Pequeña y Mediana Empresa
37. ↑  United States Small Business Administration. Size Standards. Процитовано 21 вересня 2023.
38. ↑  Central Bank Of Nigeria (30 березня 2010). N200 BILLION SMALL AND MEDIUM ENTERPRISES CREDIT GUARANTEE SCHEME(SMECGS) (PDF). Central Bank of Nigeria. Процитовано 9 грудня 2017.
39. ↑  Republic of South Africa, National Small Business Amendment Act (PDF). www.thedti.gov.za. Архів оригіналу (PDF) за 25 липня 2015. Процитовано 10 жовтня 2015.
40. ↑  Du Toit.Erasmus.& Strydom "Definition of small business" Introduction to business management, 7th Edition Oxford University Press,2009, p. 49
41. 1 2  Nguyen, Lan Thanh; Su, Jen-Je; Sharma, Parmendra (21 червня 2019). SME credit constraints in Asia's rising economic star: fresh empirical evidence from Vietnam. Applied Economics. 51 (29): 3170—3183. doi:10.1080/00036846.2019.1569196. hdl:10072/384003. ISSN 0003-6846. S2CID 159158687.
42. 1 2  Small and medium enterprises (SME). Support and Consultation Centre for SMEs, Trade and Industry Department (Hong Kong). 20 липня 2022. Процитовано 27 серпня 2022.
43. ↑  Support to Small and Medium Enterprises. Trade and Industry Department (Hong Kong). 2 серпня 2022. Процитовано 27 серпня 2022.
44. ↑  Micro, Small and Medium Enterprises. Reserve Bank of India. Процитовано 9 травня 2015.
45. ↑  Indonesian Government Law No. 20 of 2008 (PDF). Commission for the Supervision of Business Competition. Процитовано 2 листопада 2017.
46. ↑  1 USD To IDR Convert United States Dollar To Indonesian Rupiah. Forbes. Архів оригіналу за 14 квітня 2024. Процитовано 14 квітня 2024.
47. ↑  Jiao, Claire; Kim, Hooyeon; Makol, Malavika Kaur (1 квітня 2024). Rupiah at Four-Year Low Triggers Intervention, Rate Hike Talk. Bloomberg News. Процитовано 14 квітня 2024.
48. ↑  Torm, Nina (September 2020). To what extent is social security spending associated with enhanced firm-level performance? A case study of SMEs in Indonesia. International Labour Review (англ.). 159 (3): 339—366. doi:10.1111/ilr.12155. ISSN 0020-7780. S2CID 214429710.
49. ↑  Suryani, Tatik; Fauzi, Abu Amar; Nurhadi, Mochamad (14 серпня 2021). Enhancing Brand Image in the Digital Era: Evidence from Small and Medium-sized Enterprises (SMEs) in Indonesia. Gadjah Mada International Journal of Business (англ.). 23 (3): 314—340. doi:10.22146/gamaijb.51886. eISSN 2338-7238.
50. ↑  Rosengard, Jay K. (18 листопада 2022). The World’s Best-Kept Financial Inclusion Secret Revealed: The Untold Success Story of BRI Microbanking Since 1895 (PDF) (Звіт). Ash Center for Democratic Governance and Innovation. с. 21. Процитовано 14 квітня 2024.
51. ↑  Database UMKM. www.bi.go.id.
52. ↑  Fact Sheet on New SME Definition (PDF).
53. ↑  1321.0 - Small Business in Australia, 2001. 23 жовтня 2002. Процитовано 30 вересня 2015.
54. ↑  AN INTRODUCTION TO FTAs (FREE TRADE AGREEMENTS) (PDF). Small Business Association of Australia, 2015. Процитовано 29 березня 2016.[недоступне посилання з 01.05.2018]
55. ↑  Ministry of Business, Innovation and Employment (2014). The Small Business Sector Report 2014 (PDF). Ministry of Business, Innovation and Employment. MBIE. Архів оригіналу (PDF) за 12 березня 2017.
56. ↑  "SMEs in New Zealand:  Structure and Dynamics 2011", Page 10-11, Ministry of Economic Development
57. ↑  Archived copy (PDF). www.mbie.govt.nz. Архів оригіналу (PDF) за 10 грудня 2018. Процитовано 9 грудня 2018.{{cite web}}:  Обслуговування CS1: Сторінки з текстом «archived copy» як значення параметру title (посилання)
58. 1 2  Господарський кодекс України | від 16.01.2003 № 436-IV (Сторінка 1 з 12). zakon2.rada.gov.ua. Архів оригіналу за 28 серпня 2016. Процитовано 19 серпня 2016.
59. ↑  Яворська Тетяна Іванівна. Малий бізнес у сільському господарстві: теорія і практика [Текст]: монографія / Т.І. Яворська. — К.: ННЦ ІАЕ, 2012. — 382 с.: рис., табл. — Бібліогр.: с. 333-369. — 500 прим. ISBN 978-966-669-372-6
60. 1 2  Мінекономрозвитку України разом з проєктом ЄС FORBIZ підготували проєкт Стратегії розвитку малого і середнього підприємництва. АПІТУ: Аналітика, новини ІТ-бізнесу і держави. 17 листопада 2016. Архів оригіналу за 20 листопада 2016.
61. 1 2  Соломія Марчук. Спрощена система оподаткування — джерело розвитку малого бізнесу чи оптимізація для великого?| 22 квітня 2024 | Юридична газета online
62. ↑  Анастасія Дячкіна. Змішали коноплі з грибами й отримали заміну пластику. Як стартап S.Lab виготовляє екологічну упаковку | 18 жовтня 2023 | epravda.com.ua
63. ↑  На шляху до відновлення України. Як Visionest Institute навчає МСБ, готуючи до міжнародного співробітництва — Forbes.ua. forbes.ua (укр.). 15 липня 2024. Процитовано 14 квітня 2025.
64. ↑  Rebuilding of Ukraine: роль освіти для повоєнної відбудови країни I Wake Up. wakeup.ua. Процитовано 14 квітня 2025.